# Scopula admes
Scopula admes là một loài bướm đêm trong họ Geometridae.